# Nubeluz
Nubeluz fue un programa infantil peruano, de la década de 1990, transmitido por Panamericana Televisión. Contó con la conducción inicial de las modelos Almendra Gomelsky y Mónica Santa María, transmitiéndose en más de veinticuatro países alrededor del mundo hasta su cancelación definitiva en 1997.

## Historia

### Inicios (1990)
A comienzos de 1990, en días de la crisis económica, de apagones y época del terrorismo, Panamericana Televisión inició la producción de un programa infantil, luego de la cancelación de El show de July, que se transmitió en cadena nacional y con varias emisoras del interior en 1989. En esa búsqueda, la televisora contactó al dramaturgo peruano Alonso Alegría quien contaba con experiencia en la proyección de un programa como el que se buscaba. Alegría formó un equipo creativo que contó con la participación de una lingüista (Clara Cavagnaro), un diseñador gráfico (Fernando Gagliuffi) y dos escritoras (Catalina Lohmann y Maritza Kirchhausen).
El grupo de creativos presenta cinco proyectos de programas, que tendrían lugar en una juguetería, el interior de una nave espacial (que era similar al de El show de July, una adaptación local del Xou da Xuxa), una nube, una casa mágica y un parque de atracciones. Panamericana escogió la nube. 
Una vez aprobado el proyecto del grupo de Alegría, la producción se lanzó a organizar este programa, que era distinto a los que hasta ese momento se habían visto en la televisión peruana. Se había pensado en un set de grabaciones de gran tamaño, un programa en vivo de cuatro horas de duración que incluyera juegos, bailes, canciones, y una nueva colección de dibujos animados.
El concepto fundamental que planteó el libro matriz del grupo de Alegría se puede resumir en tres características esenciales: que no se trata de un programa de televisión, sino de una fiesta infantil, quedando desterrada totalmente la palabra «programa» de este programa; que esta fiesta se realiza en una mágica nube que se traslada de un lugar a otro comandada por Glufo, amigo de dos chicas a quienes él (en idioma «glúfico») llama «dalinas»; y que todos los juegos inventados o por inventarse para diversión de los invitados a la fiesta involucren los elementos constitutivos de una nube bajo la luz del sol, vale decir agua, aire y luz. 
Una vez aprobado el proyecto se le entrega a la productora Rochi Hernández, exproductora de El show de July, lo que llamaban La biblia Nubeluz, que contenía el concepto del programa, para que comience con su realización. Así es como se inician los cástines y la preproducción. Jóvenes de diversas edades acuden al llamado buscando a las animadoras (las condiciones originales exigían que fueran dos animadoras, para evitar el protagonismo dominante absoluto de una sola). Entre las candidatas destacó una muchacha peruana de solo diecisiete años, de extrovertida personalidad, modelo de comerciales de TV o catálogos de belleza. Mónica Santa María fue la primera elegida. La segunda animadora, que fue escogida casi al final de los plazos, fue la modelo argentina residente en Perú, Almendra Gomelsky, de veintiún años, quien se presentó al casting por insistencia de Santa María y fue apropiada para la proyección del programa. 
Luego de algunas demoras en la realización de la impresionante y colorida escenografía, ubicada en el Coliseo Amauta, el recinto cerrado más grande del Perú, ubicado en el Cercado de Lima, Nubeluz salió al aire a las 8:00 a. m. del sábado 8 de septiembre de 1990, en simultáneo tanto en el Perú, bajo la señal de Panamericana, como en Estados Unidos, con la cadena Sur, con base en Miami. El director artístico del programa era Joaquín Vargas y el productor general, Luis Carrizales Stoll.

### Producción
La producción de Nubeluz se iniciaba los lunes en las oficinas del edificio de Camino Real, en San Isidro (donde se ubicaba Producciones Nubeluz SA), con una reunión en la cual estaban presentes sus productores y directores. En este caso, el productor general, la productora ejecutiva, el director artístico, el director de comercialización, la guionista Maritza Kirchausen y parte del elenco.[cita requerida]
El set del Amauta, con la escenografía y los juegos, eran revisados durante la semana. Se reponían y daban mantenimiento, debiendo quedar todo listo para el próximo programa.
En el caso de los niños talento, la persona responsable trabajaba durante la semana buscando pequeños valores. A estos se les convocaba, probaba y seleccionaba un día específico de la semana. Elegido el grupo, se coordinaba con los guionistas para que los pequeños figurasen en la pauta.
La persona encargada del vestuario no solo debía tener lista la ropa que usaría el elenco en los dos programas del fin de semana, sino que también debía tener listos los trajes que se pondrían los «nubecinos» que concursaban (un promedio de ciento veinte por semana).
Cuando no estaban de gira, el elenco descansaba los días lunes. De martes a viernes, «dalinas», «cíndelas» y «gólmodis» junto con el coreógrafo y una asistente, ensayaban y pulían los bien coordinados pasos de bailes que veíamos por televisión. La «dalina» Mónica tenía facilidad para aprender la rutina de baile, le encantaba bailar, en contraposición con Almendra, que prefería cantar.
Las «dalinas» tenían una recargada agenda de trabajo a lo largo de la semana. Supervisadas por el productor y acompañadas por el director artístico, ellas asistían a clases de impostación de voz, dicción y canto, dictadas por una mezzosoprano (que es especialista de voz) de cuatro a cinco horas por día. Acudían además a clases de actuación y animación de programas y al ensayo general que se realizaba por lo general los días jueves en el Amauta, donde, reunidas con parte del personal técnico y de producción, se corregían detalles finales, de modo que la nube llegara a los hogares de los «nubetores» lo mejor posible.
Mientras, parte del equipo de producción, instalado en una de las oficinas del edificio de Panamericana Televisión, se ocupaba de seleccionar el material de video que se utilizaría en el programa y con el cual editaban promociones, adelantos de juegos, cronograma de dibujos animados, reels de promoción para el extranjero, etc.
Cada juego de Nubeluz tenía su propia producción. Por ejemplo, para la realización del divertido «Tobogán glúfico» requería de azafates y vasos que los niños empleaban al momento de concursar.
La piscina que servía de base a juegos como «El tesoro submarino», «La marimba acuática», «El hongo», «Las truquicuerdas», etc., debía tener la temperatura adecuada para comodidad de los «nubecinos». No era raro que algún «nubecino» se arrepintiera de participar de algunos juegos.
Cuando el programa iba en vivo, a las 6:30 a. m., se recogía en una combi a todos los integrantes de la nube. Las «dalinas» llegaban en sus vehículos propios. Mientras que la gente que presenciaba el programa hacía cola desde las 5:00 a. m.
Entre las 6:00 y las 7:30, se escogían los niños que participarían de los juegos, se los cambiaba y se le ponían los buzos amarillos y rojos, simultáneamente se los entrenaba para los juegos, no había un solo juego que un niño no hubiese probado antes del programa en vivo.
A las 7:30, se prendían todas las luces del Amauta, se chequeaba la señal que llegaba del Amauta vía microondas al control maestro de ProdPan, donde era procesada y de allí enviada al control maestro de Panamericana Televisión, donde se ajustaban los niveles de video. Una vez coordinada la señal, quedaba lista para salir al aire.
En cada programa de Nubeluz, había la necesidad de transmitir un mensaje positivo para los niños. El actor Víctor Prada realizaba, junto con las animadoras, un sketch dentro del programa, y siempre aparecía caracterizando objetos con grandes disfraces.
Un emblema del show fueron los muñecotes gigantes que aparecían al finalizar la fiesta, conocidos como La Gran Marcha, esta idea luego fue tomada por otras producciones.
Uno de los símbolos del programa fue el cono de Nubeluz, un cono gigante cubierto de nubes y repleto de sorpresas, y que era entregado como premio a los ganadores de cada juego.

### Internacionalización (1993)
Las modelos y animadoras rompieron con todo esquema antes visto y tuvieron una gran popularidad. El rating llegó a límites nuevos para su horario (sábados y domingos, de 8:00 a 12:00, hora local) y no tardaron en darse las presentaciones en vivo en diversas ciudades del interior del país.
Este rápido éxito dio lugar a la idea de internacionalizar el programa. Para lograr este objetivo, en 1991, Nubeluz comenzó con pequeñas modificaciones a su estructura: En octubre de 1991, se agregó una intro al programa (que se usó hasta 1993), y también se fue creando muchos videoclips (en 1991 se grabaron alrededor de 6 videoclips). Desde noviembre de 1990, Nubeluz ya era emitido en Ecuador, lo emitía Telesistema, Bolivia lo transmitía por el canal ATB, luego en Guatemala y Uruguay, y posteriormente en toda Hispanoamérica, en República Dominicana se transmitió por Rahintel y en Estados Unidos fue emitido desde sus comienzos por la señal satelital Sur. Solo en 1992 comenzó a emitirse de manera local en Estados Unidos por la cadena Telemundo.
Cuando en 1993, hizo el arribo a la nube la nueva «nubelina», que posteriormente fue «dalina», se iniciaron las transmisiones a Colombia, ya que fue uno de los últimos países latinos en adquirir los derechos del programa. 
En agosto de 1993, se grabó la versión Nubeluz USA para el público netamente estadounidense. Las «dalinas» eran muchachas del país anglosajón, Amy, Sophia y la futura actriz Monica Potter. Sin embargo, este programa fue un piloto que nunca salió al aire (fue enviado sin éxito a las cadenas ABC y NBC).

### Cambios en la animación
A finales de 1992, Mónica Santa María anuncia que se retiraría del programa. La producción contacta a la animadora argentina Flavia Palmiero para reemplazarla, pero el canal donde trabajaba no le permitió ir ya que se encontraba filmando una telenovela. Luego de un casting donde también participaría la luego también dalina Karina Calmet, el 26 de diciembre de 1992, ingresó al programa, la peruana residente en Miami Lilianne Braun, la cual no gozó de la aceptación del público, hecho que fue confirmado por la prensa y la significativa disminución del rating. Es por ello que el 28 de febrero de 1993 apareció por primera vez la animadora colombiana Xiomara Xibillé, quien en un inicio fue «nubelina», quien gozó del cariño de la prensa y televidentes. Su incorporación logró el aumento del rating. El 5 de junio regresó Mónica y se decidió dejar definitivamente a "Xiomy" en el programa, por lo cual fue ascendida a «dalina», formando entonces el cuarteto de conductoras.
Ya en septiembre volvieron las emisiones en vivo con la presentación alternada de las cuatro «dalinas», de modo que dos animaran mientras las otras dos estaban de gira o en días de descanso. Las duplas más vistas durante esta etapa fueron Mónica-Xiomy y Almendra-Lilianne (era poco frecuente ver a Almendra con Xiomy o a Mónica con Lilianne). Se rumoró que durante ese período Almendra y Mónica tuvieron un distanciamiento y por ese motivo no llegaban a hacer programas ellas dos juntas sino hasta enero de 1994. Para los especiales del tercer aniversario, estuvieron en escena las cuatro «dalinas» juntas.

### Muerte de Mónica Santa María y la finalización (1994-1995)
Cuando el programa se encontraba en todo su apogeo y justo cuando se hablaba de una miniserie, un hecho inesperado ocurrió: la conductora Mónica Santa María se suicidó el domingo 13 de marzo de 1994, disparándose en el paladar y fue encontrada muerta al día siguiente en su domicilio. La noticia del suicidio causó una gran conmoción a nivel internacional e hizo peligrar la continuidad del programa, por lo que la producción ideó una forma de explicar lo acontecido, grabando un segmento especial mezclado con uno de los programas inéditos que Mónica y Almendra habían dejado grabado. Fue transmitido en toda América Latina, con excepción de Chile, el 19 de marzo de 1994. Allí aparecieron Almendra y Lily, junto con todo el elenco y el escenario vacío, dedicando el programa ante el evidente duelo.
La dirección decidió dejar de grabar y emitir programas nuevos, y en vez de ello transmitieron los producidos en 1992 y 1994, editados con la introducción del tercer aniversario. Todos los países de América Latina continuaron las emisiones tal como en Perú, a excepción de Chile y Ecuador, donde el primer medio de comunicación en entregar la noticia de la muerte de Mónica fue Radio Chilena. En este país desde que se conocieron los hechos, Megavisión, el canal que transmitía Nubeluz, decidió no emitir el especial en el que Almendra y Lily le contaban a la audiencia lo que había pasado. Desde ese día, Mónica no apareció más en los programas transmitidos por Megavisión. 
Tras lo sucedido con Mónica, Lily decidió renunciar, su contrato expiraba a la mitad de 1994 y tras terminar de cumplir ese período decidió no renovarlo y volvió a Estados Unidos. Almendra y Xiomy hicieron entonces giras por varios países que Nubeluz no había visitado antes. Ese mismo año se retiran del elenco las gemelas Anabel y Antuané Elías, María Pía Copello, Angelo Balletta, Marco Zunino, José Val y Paolo Belda. Daniela Sarfati pasó a ser nubelina junto con María Pía Ureta. Sin embargo, dejó el programa ese mismo año.
A finales de 1994 se empezó a planificar el regreso de Nubeluz, componiendo y grabando nuevas canciones, modificando la escenografía y añadiendo ciertos cambios al programa, como la integración de la nueva nubelina María Pía Ureta y Glufo. Asimismo, el elenco de cíndelas y gólmodis se renovó con la incorporación de Anna Carina Copello (hermana menor de María Pía Copello), Mitzy Silva, Pierina Cogorno (hermana menor de Noelia Cogorno), Valeria Leigh Wensjoe, Alessandra Gaidolfi, Mariella Cafferata (últimas emisiones del programa), Cristian Rivero, Miguel Vargas Navarro (hermano menor de Joaquín Vargas Navarro) y Renato Torres Andrade. Un poco antes de estrenar la nueva temporada, también se unió al elenco como «dalina» la recién electa Miss Perú Karina Calmet. El 18 de febrero de 1995, inició la nueva temporada de lunes a viernes, de 9 a. m. a 12 p. m., y sábados y domingos, de 8 a. m. a 12 p. m. Se estrenaron canciones como Hola todo el mundo (Nuestro mundo), Cada día, Amigos, Canción de la amistad y Ama y cree en lo que hagas, estas dos últimas canciones fueron compuestas por Pedro Suárez-Vertiz.
La temporada 1995 no tuvo el éxito esperado, a pesar de que la mayoría de los países seguían transmitiendo el programa a excepción de Chile y Ecuador. Almendra renunció a finales de marzo debido a la oferta que recibió de Frecuencia Latina para hacer un programa con su nombre. Xiomy renunció a inicios de mayo de 1995 y Karina continuó haciendo sola el programa desde un pequeño estudio en las instalaciones de Panamericana TV, ambientado con la escenografía que usaban en las giras. Al poco tiempo, el programa finalizó grabaciones en Perú.

### Continuación en otros países y cancelación definitiva (1996-1997)
Panamericana decidió trasladar la producción del programa a Venezuela para realizarlo en coproducción con la cadena Televen, y luego con RCTV a finales de 1995, para lo cual se tuvo que realizar una réplica exacta de la escenografía y de los respectivos juegos así como las canciones exitosas del programa, lo mismo que el vestuario de las «dalinas» y «gólmodis». El productor general Luis Carrizales Stoll y una parte del equipo de producción peruano viajó a dirigir el programa en tierra venezolana. Las «dalinas» eran Concetta Lo Dolce, Gaby Espino y Scarlet Ortiz. Los «nubecinos» por lo general aparecían vestidos con uniformes de los colegios Fe y Alegría, debido a que varios estudiantes de dicho colegio iban al programa por la cercanía del centro educativo al set de grabaciones que anteriormente era el almacén de una fábrica. Pese a que este nuevo Nubeluz ha sido exitoso en Venezuela, no lo ha sido en otros países latinoamericanos como el programa. Se le ofreció a Karina Calmet viajar a Venezuela para volver a formar parte del programa junto a las «dalinas» venezolanas. Sin embargo, ella rechazó la oferta y decidió renunciar.
A partir de marzo de 1996 se transmitieron en el Perú los programas grabados en Venezuela. Sin embargo, debido a sus bajos índices de audiencia, el programa se emitió por última vez en Panamericana Televisión el domingo 29 de diciembre del mismo año, hecho que pasó totalmente desapercibido. Mientras tanto el programa en Venezuela continuó hasta el siguiente año, por otro lado la cadena SUR empezó a transmitir episodios de temporadas anteriores finalizando las mismas en el año 2001.

## Elenco

#### «Dalinas»
Se denominaba «dalinas» a las conductoras principales del programa. Su significado era 'amigas grandes' de los niños que asistían al programa; como los que las veían por TV, 'dama linda' o la inversión de la palabra «linda». 
- Almendra Gomelsky (1990-1995)
- Mónica Santa María[4] (1990-1994)
- Lilianne «Lily» Braun (1992-1994)
- Xiomara «Xiomy» Xibillé (1993-1995)
- Karina Calmet (1995-1996)
- Scarlet Ortiz (1995-1996)
- Gaby Espino (1995-1997)
- Concetta Lo Dolce (1995-1997)

#### «Nubelinas»
- Xiomara «Xiomy» Xibillé (1993)
- Daniela Sarfati (1994)
- María Pía Ureta (1994-1996)

#### «Cíndelas»
- Anabel Elías (1990-1994)
- Antuané Elías (1990-1994)
- Johanna Strauss (1990-1991)
- Vanessa Viale Mongrut[5] (1990-1992)
- Brenda Natters (1990-1991)
- Cinzia Canale (1990-1992)
- Noelia Cogorno (1990-1995)
- Linda Toledo (1990-1991)
- Darlene Bernaola (1990-1991)
- Carol Bernaola (1990-1991)
- María Pía Ureta (1991-1994)
- Elvira Villa (1991-1995)
- Claudia Nagaro (1992-1995)
- Rossana Fernández-Maldonado (1992-1995)
- Daniela Sarfati (1993-1994)
- María Pía Copello (1993-1994)
- Anna Carina Copello (1994-1995)
- Mitzy Silva (1994-1995)
- Pierina Cogorno (1994-1995)
- Valeria Leigh Wensjoe[5][6] (1994-1995)
- Alessandra Gaidolfi (1994-1995)
- Mariella Cafferata (1995)
- Cati Caballero (1995)

#### «Gólmodis»
- Ernst Baumgartner (1990-1992)
- Fernando Tizón (1990-1991)
- Walid Awad (1990-1992)
- Samir Awad (1990-1992)
- Américo Valdez (1990-1992)
- Erick Macher (1990-1992)
- Enrique «Kike» Delhonte Cagna (1990-1995)
- Diego Vargas (1990-1991)
- Ricardo Campos Manzanares (1991-1992)
- Gerardo Ramirez (1991)
- Iván Mendoza (1991)
- Salvador «Tito» Bustamante (1992-1995)
- Nicolás Rebaza (1991-1993 / 1995)
- Franco Nagaro (1992-1995)
- «Cayo» Navarro (1992-1993)
- Martín del Pomar[7] (1992-1993)
- Angelo Balletta (1992-1994)
- Joaquín Vargas Navarro (1992-1995)
- Daniel Berckemeyer (1992-1993)
- Paolo Belda (1992-1994)
- Aníbal Mannucci (1993-1995)
- Daniel Montes (1992-1995)
- José Val (1993-1994)
- Marco Zunino (1992-1994)
- Cristian Rivero (1994-1995)
- Miguel «Miki» Vargas Navarro (1994-1995)
- Renato Torres-Andrade (1995)

#### «Dicolines»
- Ángela Carrillo (1991-1994)
- Rudy Ocaña (1991)
- Paola León Prado (1991)
- Enrique Deschiave (1991-1992)
- Sandra Sánchez (1991)
- Daniel Vélez (1991)
- Javier Mendoza (1991)
- Tahisa Suárez (1991-1992)
- Jesús Tanguis (1992-1994)
- Felipe Berckemeyer (1992-1994)
- Israel Gomelsky (1992)
- Alice Raschio (1992-1994)
- Anna Carina Copello (1991-1994)
- Lilita de la Fuente (1993-1995)
- Cinthia Iparraguirre (1993-1995)
- Alfredo Pérsico (1993)
- Daniel Sacovertiz (1993)
- Rodrigo Siles (1993)
- Lilian Pozo (1995)

## Escenografía
El encargado de crear la imagen y estructura escenográfica fue el arquitecto Rafael Feijoó.
Había una escenografía global y también zonas diferenciadas: el rincón del avioncito y del molino, el tobogán, la zona de baile, del carrusel, etc. Un gran sol y dos arlequines llamados «kositos» también se crearon, junto a un dirigible, una luna y un gran arcoíris.
Para fines de 1992 y principios de 1993, se colocaron dos estrellas de mar gigantes colgadas del techo, estas duraron solo algunas emisiones.
El programa cumplía tres años y era el más visto por los niños de Latinoamérica. Precisamente uno de los hechos más recordados es la fabulosa fiesta por el tercer aniversario de Nubeluz, donde se preparó con mucha antelación, juegos nuevos, canciones y también la idea de la reestructuración de la escenografía que contemplaba pequeñas modificaciones:
- Continuaron las luces de neón a los «kositos», al arco iris y al sol, que habían sido agregadas previamente en el mes de junio para la llegada de Mónica Santa María, cuando la escenografía todavía conservaba su estructura original de 1990, además de aros de neón en el techo. (Antes de eso se habían colocado unas bolas gigantes como globos, que también se usaron a fines de 1991 con motivo del primer aniversario de la nube).

- Se cambió el suelo donde los niños estaban parados en el programa, por una superficie amarilla, con pequeños cuadritos de colores iluminados.

- Se juntaron más los elementos que componían la escenografía (el sol, los «kositos», el dirigible, etc.).

Una anécdota acerca de la modificación del piso fue que, mientras se transmitía a las «dalinas» bailando la canción Nubeluz en el programa aniversario del día sábado, una de las placas amarillas con cuadritos de colores iluminados se cae y deja al descubierto las luces que componían el juego electrónico de iluminación del piso. Rápidamente, cambian de cámara en el switch y las comienzan a enfocar de cintura arriba. Es por esto que las tomas de la canción Nubeluz en esa fiesta son casi todas en primer plano. Después, cuando la canción finaliza y comienzan a saludar a cada país, ya los técnicos habían reparado el desperfecto y otra vez las tomas comienzan en plano general intercambiando con primeros planos.
Otro hecho bastante recordado es que, a finales de 1993 e inicios de 1994, comenzaron a emitirse musicales tipo discoteca en un sector en frente al escenario principal donde comúnmente solían bailar, estos musicales generalmente consistían en apagar todas la luces fuertes, la cámara enfocaba a las «dalinas» bailando en un plano donde se podía apreciar la escenografía principal iluminada con las luces de neón que habían sido agregadas en junio. También eran encendidas luces de colores que alumbraban el sector donde estaban bailando. Inclusive a veces agregaban humo, lo que hacía lucir aún más la magia del programa.

## Estructura del programa
- Intro del programa
- Canción «Sube a mi nube»
- Las dalinas saludan a los niños
- Entre bloques, se emiten los dibujos animados
- Niños talento
- Show en vivo con el invitado especial del día
- Las dalinas dan el mensaje final y se despiden de los niños
- Canción «Que siga la fiesta» y créditos del programa

## Producciones fonográficas
| 1990 | Nubeluz (primeras versiones, distribuido solo en Perú) |
| 1992 | Nubeluz (editado por Discos Hispanos)                  |
| 1992 | A gozar (producción internacional)                     |
| 1992 | Alma latina (producción internacional)                 |
| 1993 | La naturaleza (disponible solo en Argentina)           |
| 1994 | Compartir (producción no editada)                      |
| 1995 | Nuestro Mundo (producción no editada)                  |

## ¡Grantico, Palmani, Zum! (2010)
El 8 de septiembre de 2010, Nubeluz cumplió 20 años desde su lanzamiento en Lima, Perú, y, el 30 de octubre del mismo año, volvió a juntarse el elenco del programa en el espectáculo ¡Grántico, pálmani, zum!, debutando en El gran show. El grupo encabezado por las «dalinas» Almendra Gomelsky y Lilianne Braun, junto con las «cíndelas» y «gólmodis» Daniela Sarfati, Rossana Fernández-Maldonado, Anna Carina Copello, las gemelas Antuané y Anabel Elías, Claudia Nagaro, Noelia Cogorno, Cristian Rivero, José Val, Marco Zunino y Víctor Prada promocionaron el evento por radio y TV con gran éxito participando de diversas entrevistas.
El show se pudo apreciar el 5, 6 y 7 de noviembre, en el Mega Plaza de Independencia, y el 12, 13 y 14, en Plaza Lima Sur, contando con la presencia de más de 20 000 personas. Las presentaciones incluyeron bailes, la historia del programa y un homenaje a la «dalina» Mónica Santa María, que conmovió a los miles de asistentes y a la prensa. Cabe señalar que al evento asistieron personajes del espectáculo, exintegrantes del programa y producción que no fueron convocados, y un gran número de extranjeros en cuyos países se transmitió Nubeluz. Entre ellos fue posible encontrar a los fans de Argentina, Chile, Paraguay, Uruguay y Costa Rica, que desde siempre han perseguido el sueño de volver a presenciar un espectáculo de Nubeluz, reuniéndose cada cierto tiempo en Lima, Perú. Las «dalinas» agradecieron públicamente su presencia, destacando que gracias a ellos se concretó la idea de un reencuentro con el público infantil de los años noventa, despidiéndose finalmente con la recordada frase «si alguna vez se sienten solos o tristes, solo tienen que mirar arriba y ahí estaremos por siempre y para siempre».

## Nubeluz, 25 años (2016)
En abril de 2015, y luego de una rápida campaña efectuada en redes sociales, se confirmó que para celebrar los veinticinco años de la primera emisión de Nubeluz, se organizaría una gira de reencuentro, con la participación de Almendra Gomelsky, Xiomara Xibillé y Lilianne Braun, acompañadas de gran parte del elenco de bailarines originales del show. El 8 de septiembre, se informó que la fecha oficial de celebración del aniversario quedaba establecida para febrero de 2016. Finalmente, el 17 de diciembre de 2015, en una conferencia de prensa a la que asistieron las «dalinas» y los bailarines, se ratificó la celebración del aniversario. El evento se llevó a cabo del 8 al 14 de febrero de 2016, en el anfiteatro del Parque de la Exposición de Lima.

## Homenaje enEsto es guerra(2020)
En septiembre de 2020, se llevó a cabo una polémica edición especial en el programa Esto es guerra, rindiendo homenaje al programa Nubeluz, celebrando sus 30 años de lanzamiento. El especial no tuvo el respaldo de sus fanáticos, quienes expresaron su malestar en redes sociales. Estuvo a cargo de las animadoras Jazmín Pinedo y María Pía Copello, quienes (vestidas de dalinas), hicieron una recopilación de las canciones que se hicieron exitosas en el programa. A continuación, presentaron los emblemáticos juegos del programa en el que los participantes eran Guerreros y Combatientes. Finalmente, ambas conductoras, realizaron una entrevista virtual a Almendra Gomelsky, Lilianne Braun y Xiomara Xibillé, quienes recordaron las anécdotas que vivieron al conducir el programa.

## Nubeluz, la despedida(2024)
En marzo de 2024, las dalinas Almendra Gomelsky y Xiomara Xibillé, se presentaron en el programa Mande quien mande, en donde anunciaron que Nubeluz tendrá un show de despedida el día 20 de julio en el Estadio San Marcos, tal es así que los recordados gólmodis y las recordadas cíndelas, recordaron las canciones que se volvieron populares en el programa. Al día siguiente, la cuenta oficial de Instagram de Nubeluz, anunció también el concierto de despedida, con la aparición de las 2 dalinas y de Lilianne Braun, hecho que motivo que los fanáticos del programa, hicieran comentarios positivos con respecto al show de despedida de las dalinas de los escenarios.
El show se llevó a cabo el día 20 de julio en el Estadio San Marcos, adonde llegaron miles de fanáticos del programa, quienes recordaron las canciones exitosas del programa, así como también, rindieron un merecido homenaje a Mónica Santa María. En el evento de despedida, se presentaron también la cantante de salsa Daniela Darcourt y el grupo puertorriqueño MDO.
En el programa Amor y fuego, el conductor Rodrigo González, cuestionó que en el evento no estuviera presente la actriz Karina Calmet, sin embargo, ella a través de su cuenta de Instagram, mencionó que sí fue invitada al show de despedida al que por compromisos personales no pudo asistir, a pesar que también formó parte de la historia de Nubeluz como la última dalina en 1995.